# Vinko Ćemeraš
Vinko Ćemeraš (Čapljina, 11. studenog 1993.) hrvatski je pjevač rodom iz Bosne i Hercegovine.
Vinko je studirao informacijske znanosti u Mostaru. Počeo je pjevati s petnaest godina. S bendom Anarhiv pobijedio je na ST@art festivalu 2016. godine, a nastupao je i na festivalima poput EXITa. 
Pobijedio je u trećoj sezoni glazbenog natjecanja „The Voice Hrvatska” 2020. godine. Osvojio je Porin za najbolji rock album godine 2021.
S pjesmom „Lying Eyes” na engleskom jeziku, natjecao se na Dori 2024. godine i zauzeo drugo mjesto iza Baby Lasagne, a 2025. trijumfirao je na Zagrebačkom festivalu s pjesmom „Svijet drijema”, koju je izveo u suradnji s vokalnim ansamblom Ex Mozartine. Osim pjevanja, Ćemeraš piše tekstove, sklada i aranžira pjesme.
U prosincu 2023. godine, Ćemeraš je stupio u brak sa suprugom Karlom. 

## Diskografija
- Album “Na putu” - Vinko Ćemeraš & Talvi Tuuli 2020.

## Priznanja i nagrade
- Pobjeda na ST@art festivalu 2016. (s bendom Anarhiv)
- Pobjednik treće sezone "The Voice Hrvatska" (2020.)
- Dobitnik Cesarice za obradu "Pelin i med" (2020.)[5]
- Dobitnik nagrade Porin za najbolji rock album godine (2021.)
- Drugo mjesto na Dori (2024.)
- Pobjednik Zagrebačkog festivala s pjesmom "Svijet drijema" (2024.)